# Randi Ingerman
Randi Ingerman (Filadelfia, 13 novembre 1967) è una modella e attrice statunitense naturalizzata italiana.

## Biografia
Dopo avere studiato balletto fino all'età di 15 anni, Randi Ingerman lascia gli Stati Uniti, dove viene ritenuta troppo formosa (in particolare, con un seno troppo abbondante) per la carriera di modella, per cercare fortuna in Europa. Dopo avere posato per alcuni cataloghi italiani e avere lavorato come attrice in alcune pellicole come Sotto il vestito niente 2 (1988) o Il grande inganno (1990) di Jack Nicholson, diventa molto popolare in Italia grazie a uno spot televisivo della vodka Keglevich del 1995.
In seguito a questa esperienza è protagonista di numerosi film (Svitati, Bastardi, Torno a vivere da solo) e fiction (Il ritorno di Sandokan, Fatima, Il tesoro di Damasco, Tutti gli uomini sono uguali, L'isola dei segreti - Korè), oltre che di numerose ospitate televisive. Dopo avere posato nuda nel 2004 per il calendario sexy della rivista Capital, nel 2006 arriva a partecipare al reality show La fattoria, venendo eliminata nel corso della terza puntata con il 69% dei voti.

### Vita privata
Randi Ingerman è stata sposata dal 2001 al 2004 con Luca Bestetti. Ha affermato di soffrire di gravi crisi epilettiche sin dal 2009.

## Filmografia
- Sotto il vestito niente II, regia di Dario Piana (1988)
- Miami Vice – serie TV, 1 episodio (1989)
- Il grande inganno (The Two Jakes), regia di Jack Nicholson (1990)
- Due poliziotti a Palm Beach – serie TV, 1 episodio (1992)
- Trade Winds – miniserie TV, 3 episodi (1993)
- Rivalità mortale (Deadly Rivals), regia di James Dodson (1993)
- Pericolosamente (Treacherous), regia di Kevin Brodie (1993)
- Il ritmo del silenzio, regia di Andrea Marfori (1993)
- Cercasi successo disperatamente, regia di Ninì Grassia (1994)
- Come Die with Me: A Mickey Spillane's Mike Hammer Mystery – film TV (1994)
- The Watcher – serie TV, 1 episodio (1995)
- Il ritorno di Sandokan – miniserie TV, 4 episodi (1996)
- Fatima, regia di Fabrizio Costa – film TV (1997)
- Tutti gli uomini sono uguali – miniserie TV (1997)
- Let's Talk About Sex, regia di Troy Byer (1998)
- Il tesoro di Damasco – film TV (1998)
- Svitati, regia di Ezio Greggio (1999)
- David and Lola, regia di Danny Quinn (1999)
- Le ragioni del cuore – miniserie TV (2002)
- Bastardi, regia di Federico Del Zoppo e Andres Alce Meldonado (2008)
- Torno a vivere da solo, regia di Jerry Calà (2008)
- L'isola dei segreti – serie TV, 2 episodi (2009)
- Backward, regia di Max Leonida (2010)

## Doppiatrici italiane
- Gabriella Borri in Il ritorno di Sandokan
- Pinella Dragani in Il tesoro di Damasco